# Peter Robens
Peter Robens (* 20. Dezember 1911; † 16. Februar 1946) war ein deutscher Leichtathlet.

## Karriere
Robens gewann bei den Deutschen Leichtathletik-Meisterschaften 1937 mit der 4 × 100-m-Staffel der Stuttgarter Kickers Silber und wurde mit der 4 × 400-m-Staffel der Kickers, bestehend aus Manfred Kramer, Walther Tripps und Albert Sumser, Deutscher Meister. Im gleichen Jahr wurde er zudem württembergischer Meister über 200 m. Zwei Jahre später gewann er bei den Deutschen Meisterschaften in Darmstadt Bronze mit der 4 × 400-m-Staffel des 1. FC Nürnberg.